# Orahovice (Bileća, BiH)
Orahovice su naseljeno mjesto u općini Bileća, Republika Srpska, Bosna i Hercegovina.

## Stanovništvo

### Popisi 1971. – 1991.
| Orahovice     |              |              |               |
| godina popisa | 1991.        | 1981.        | 1971.         |
| Muslimani     | 62 (87,32 %) | 86 (93,48 %) | 132 (88,59 %) |
| Srbi          | 9 (12,68 %)  | 6 (6,522 %)  | 17 (11,41 %)  |
| ukupno        | 71           | 92           | 149           |

### Popis 2013.
| Orahovice     |             |
| godina popisa | 2013.       |
| Srbi          | 2 (100,0 %) |
| ukupno        | 2           |

## Vanjske poveznice
- Službene mrežne stranice općine Bileća